# La gabbia dorata (film 1922 Ruggeri)
La gabbia dorata è un film muto italiano del 1922 diretto da Telemaco Ruggeri.